# Chilly Gonzales

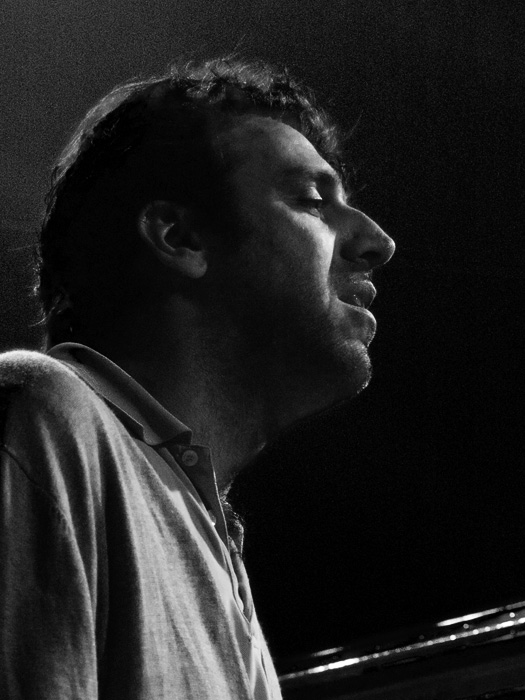
Gonzales auf dem Moers Festival 2006

Chilly Gonzales (* 20. März 1972 als Jason Charles Beck in Montreal) ist ein kanadischer Musiker.

## Leben und Werk
Chilly Gonzales wurde 1972 in Montreal in eine Familie aschkenasischer Juden hineingeboren, die während des Zweiten Weltkriegs aus Ungarn geflohen war. Er ist der jüngere Bruder des Filmkomponisten Christophe Beck und erhielt seine musikalische Ausbildung schon in jungen Jahren. Er studierte zunächst Jazz-Piano an der Concordia University in Montreal, wandte sich dann aber der Popmusik zu und arbeitete mit den kanadischen Musikern Feist, Peaches und Mocky zusammen. Außerdem wirkte er an den Alben Multiply von Jamie Lidell und Secret House Against the World von Buck 65 mit. Er lebte zwischen 1998 und 2003 in Berlin, anschließend in Paris und ließ sich 2011 in Köln nieder.
Bekannt wurde er durch Electro-Tracks mit satirisch angehauchtem Rapgesang, für die er sich selbst den Titel „The Worst MC“ („der schlechteste MC“) verlieh. Das 2004 erschienene Album Solo Piano – mit ernsthaften, zwischen Neoklassik und Jazz angesiedelten Klavierstücken – wurde von der Musikkritik mit großem Lob aufgenommen. Mit diesen Stücken trat er 2007 auch auf dem – nach dem Bach-Interpreten Glenn Gould benannten – Glenn-Gould-Festival in Berlin auf. 2007 arbeitete er auch mit dem kanadischen Hip-Hop-Produzenten und Rapper Socalled zusammen, an dessen Album Ghettoblaster er mitwirkte und den er auch in Konzerten begleitet. Mit einem mehr als 27 Stunden langen Dauerkonzert stellte Gonzales vom 16. bis zum 18. Mai 2009 einen Weltrekord auf. 2010 wurde Gonzales’ Titel Never Stop für die Fernsehwerbung des Apple iPads der ersten Generation verwendet. Das Stück basiert auf der andauernden Wiederholung derselben drei Töne (Fis-A-H) auf dem Klavier, deren Rhythmus leicht variiert wird.
Des Weiteren veröffentlichte er 2010 das Album Ivory Tower, das er zusammen mit dem deutschen DJ und Produzenten Boys Noize produzierte. Die beiden teilten sich auch beim Berlin Festival 2010 für ein kurzes Intermezzo die Bühne. 2010 trat er vereinzelt mit Helge Schneider auf. Gonzales gilt selbst als einer der humorvollsten Entertainer im Jazz der Gegenwart. Musiker, die angeben, vornehmlich für sich selbst zu spielen, nannte Gonzales gelegentlich „Onanisten“. Auf seinem Album Solo Piano II stellte Gonzales 2012 vierzehn eigene Songs vor. Er ist einer der Gastmusiker auf dem im Mai 2013 veröffentlichten Album Random Access Memories von Daft Punk.
Nach dem Kinofilm The Ivory Tower hat Gonzales zusammen mit dem Regisseur Adam Traynor 2014 mit The Shadow eine musikalische Adaption von Hans Christian Andersens Märchen Der Schatten auf die Bühne gebracht. 2014 schloss sich Gonzales abermals mit Boys Noize zusammen, um unter dem Projektnamen Octave Minds ein gleichnamiges Album zu produzieren. Dieses wurde 2015 unter dem Label Boysnoize Records veröffentlicht. Als Octave Minds spielten die beiden am 3. September 2015 ihr erstes gemeinsames Live-Konzert am Berliner Teufelsberg, bei dem sie von Stella Le Page und dem Kaiser Quartett musikalisch begleitet wurden.
Am 16. März 2017 veröffentlichten Chilly Gonzales und Jarvis Cocker ihr gemeinsames Projekt Room 29, ein Konzeptalbum, das sich mit Geschichten rund um das Chateau Marmont Hotel und mit den Anfängen der „Traumfabrik“ Hollywood auseinandersetzt. Gonzales steuerte die Musik, Cocker die Texte bei. Im September 2018 erschien das Album Solo Piano III. Gonzalez erklärte in einem Interview dazu, er plane auch nach der #MeToo-Debatte weiterhin in Pantoffeln und Bademantel aufzutreten. Am 20. September 2018 war Filmstart der Dokumentation Shut Up and Play the Piano des Regisseurs Philipp Jedike.
Im Oktober 2020 veröffentlichte Gonzales ein Buch über die irische Musikerin Enya. Im Dezember 2020 veröffentlichte er das Album A Very Chilly Christmas mit Features von Leslie Feist und Jarvis Cocker, die Videos zu dem Album stammen von dem ostdeutschen Künstler Paul Arne Meyer.

## Werke

### Diskografie
- 1999: O.P. Original Prankster (EP, Kitty-Yo)
- 2000: Let’s Groove Again (Single, Kitty-Yo)
- 2000: Gonzales Über Alles (Kitty-Yo)
- 2000: The Entertainist (Kitty-Yo)
- 2002: Presidential Suite (Kitty-Yo)
- 2003: Z (Kitty-Yo)
- 2004: Solo Piano (Album, No Format!)
- 2006: From Major to Minor (DVD, No Format!)
- 2008: Soft Power (Universal Music)
- 2010: Ivory Tower (Wagram)
- 2011: The Unspeakable Chilly Gonzales (Gentle Threat)
- 2012: Solo Piano II (Gentle Threat)
- 2015: Chambers (featuring Kaiser Quartett)
- 2015: Octave Minds (Boysnoize Records)
- 2017: Jarvis Cocker & Chilly Gonzales: Room 29 (Deutsche Grammophon)
- 2018: O.P.P. – Other People’s Pieces (Gentle Threat)
- 2018: Solo Piano III (Gentle Threat)
- 2020: A Very Chilly Christmas (Gentle Threat)
- 2021: Music is Back! (PIAS, Single)
- 2023: French Kiss (Gentle Threat)
- 2024: Gonzo (PIAS)

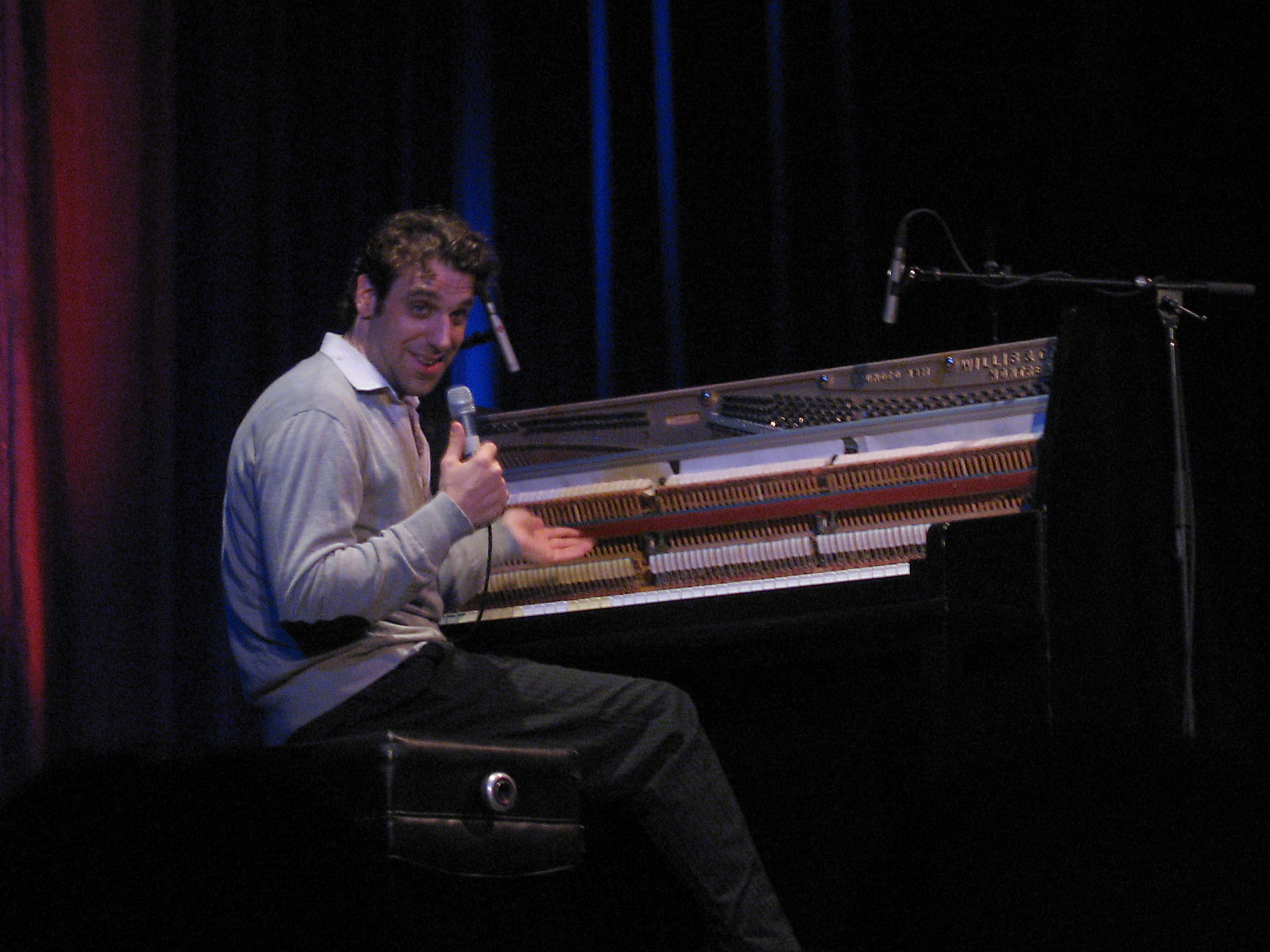
Chilly Gonzales 2005 im Théatre National in Montreal an einem Konzert mit Socalled
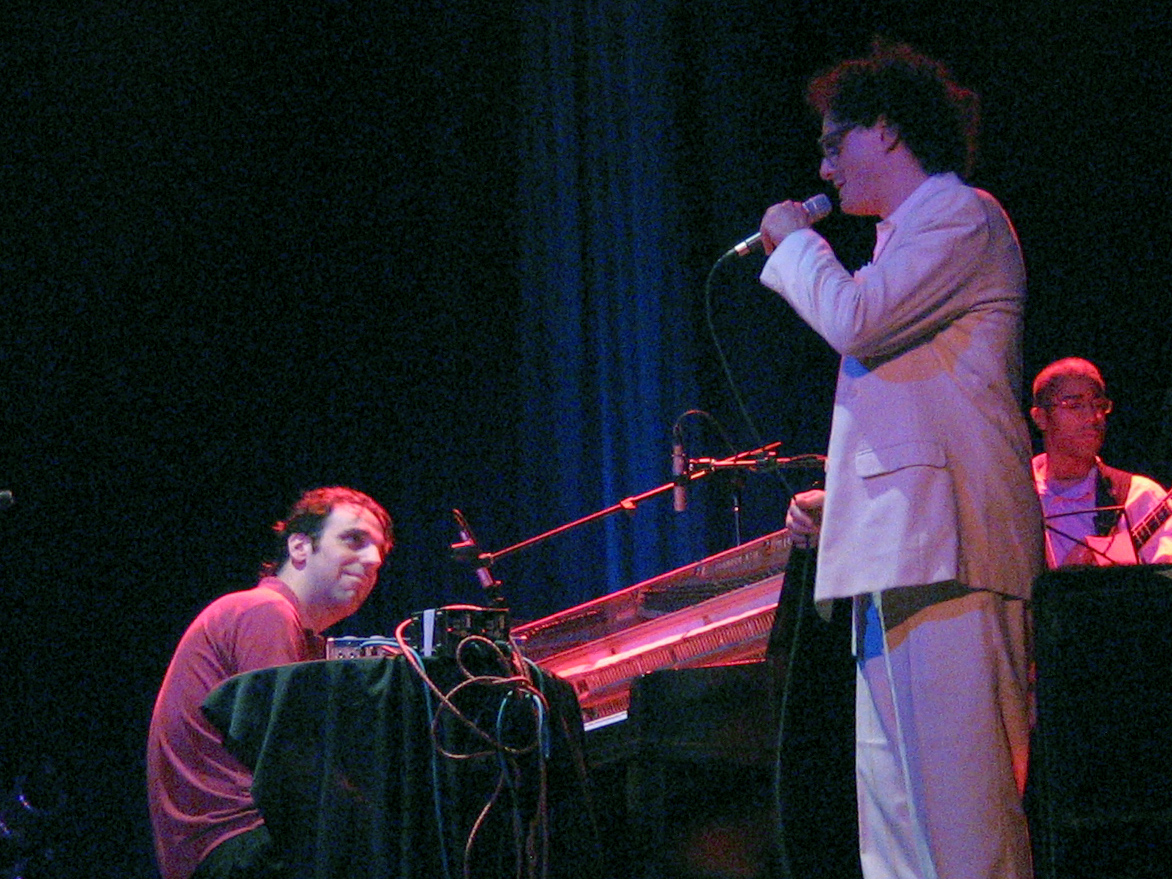
Gonzales mit Socalled

### Bibliografie
- Chilly Gonzales über Enya (= KiWi Musikbibliothek. Band 10). 1. Auflage. Kiepenheuer & Witsch, Köln 2020, ISBN 978-3-462-00013-9 (85 S., englisch: Enya. Übersetzt von Sophie Passmann).